# Lhota u Vsetína
Lhota u Vsetína (deutsch Lhota b. Lipthal) ist eine Gemeinde in Tschechien. Sie liegt fünf Kilometer südwestlich von Vsetín  und gehört zum Okres Vsetín.

## Geographie
Lhota u Vsetína erstreckt sich im Tal der Rokytenka zwischen der Vizovická vrchovina und den Hostýnské vrchy. Nördlich erhebt sich der Janišovský vrch (573 m) und im Süden der Nezdoby (593 m).
Durch den Ort führt die Staatsstraße 69 zwischen Vsetín und Vizovice.
Nachbarorte sind Horní Potoky und Janišov im Norden, Rokytnice und Srní im Nordosten, Ústí und Leskovec im Osten, Seninka im Süden sowie Liptál im Südwesten.

## Geschichte
Der Ort wurde 1374 in einer Urkunde Voks von Krawarn auf Starý Jičín als Vrchní Rokytnice erstmals erwähnt. Vok überließ die Vogtei Vrchní Rokytnice mit Mühle, Kretscham und weiterem Zubehör einschließlich des Privilegs zur Hasen- und Rebhuhnjagd an einen Bartoň. Der Besitzer der Herrschaft Vsetín, Jan von Messenpeck bestätigte dem Vogt Martin Bartoň 1459 die Privilegien. Zusätzlich erhielten Martin Bartoň und seine Söhne Jakub und Pavel das Recht zum Bau einer Sägemühle. 1516 bestand das Dorf aus 14 Gehöften.
Nach der Niederschlagung des Walachischen Aufstandes während des Dreißigjährigen Krieges wurden 1644 die meisten der 41 Anwesen niedergebrannt. Sechs Bewohner wurde danach als Aufständische hingerichtet. Seit 1748 ist ein Ortssiegel überliefert.
Im 19. Jahrhundert begann in Lhota die Heimarbeit. Die Bewohner fertigten Schindeln, Taschenmesser, Glasperlen und Flechtwerk.

## Ortsgliederung
Für die Gemeinde Lhota u Vsetína sind keine Ortsteile ausgewiesen. Zu Lhota gehören die Ansiedlungen Dolansko, Horní Potoky und Lhotské Paseky.